# Hogna aspersa
Hogna aspersa är en spindelart som först beskrevs av Nicholas Marcellus Hentz 1844.  Hogna aspersa ingår i släktet Hogna och familjen vargspindlar. Inga underarter finns listade i Catalogue of Life.